# Kremlin Cup 2003 - Qualificazioni singolare maschile
Le qualificazioni del singolare maschile del Kremlin Cup 2003 sono state un torneo di tennis preliminare per accedere alla fase finale della manifestazione. I vincitori dell'ultimo turno sono entrati di diritto nel tabellone principale. In caso di ritiro di uno o più giocatori aventi diritto a questi sono subentrati i lucky loser, ossia i giocatori che hanno perso nell'ultimo turno ma che avevano una classifica più alta rispetto agli altri partecipanti che avevano comunque perso nel turno finale.
Le qualificazioni del torneo Kremlin Cup 2003 prevedevano 32 partecipanti di cui 4 sono entrati nel tabellone principale.

## Teste di serie
1. Assente
2. Tomáš Zíb (Qualificato)
3. Tuomas Ketola (Qualificato)
4. David Prinosil (Qualificato)

1. Robin Vik (ultimo turno)
2. Christian Vinck (ultimo turno)
3. Dmitrij Sitak (primo turno)
4. Pavel Ivanov (secondo turno)

## Qualificati
1. Wayne Black
2. Tomáš Zíb

1. Tuomas Ketola
2. David Prinosil

## Tabellone

### Legenda
| - Q = Qualificato - WC = Wild card - LL = Lucky loser | - ALT = Alternate - SE = Special Exempt - PR = Protected Ranking | - w/o = Walkover - r = Ritirato - d = Squalificato |

### Sezione 1
|  | Primo turno             | Primo turno             | Primo turno             | Primo turno | Primo turno |  |  | Secondo turno  | Secondo turno           | Secondo turno           | Secondo turno | Secondo turno |   |   | Ultimo turno | Ultimo turno | Ultimo turno | Ultimo turno | Ultimo turno |  |
|  |                         |                         |                         |             |             |  |  |                |                         |                         |               |               |   |   |              |              |              |              |              |  |
|  | Wayne Black             | Wayne Black             | Wayne Black             | 6           | 6           |  |  |                |                         |                         |               |               |   |   |              |              |              |              |              |  |
|  | Andrei Gorban           | Andrei Gorban           | Andrei Gorban           | 2           | 2           |  |  | Wayne Black    | Wayne Black             | Wayne Black             | 6             | 6             |   |   |              |              |              |              |              |  |
|  | Andrej Merinov          | Andrej Merinov          | Andrej Merinov          | 6           | 6           |  |  | Andrej Merinov | Andrej Merinov          | Andrej Merinov          | 1             | 2             |   |   |              |              |              |              |              |  |
|  | Dmitri Lomakin          | Dmitri Lomakin          | Dmitri Lomakin          | 4           | 4           |  |  |                |                         |                         |               |               |   |   |              | Wayne Black  | 6            | 3            | 6            |  |
|  | Alexander Krasnorutskiy | Alexander Krasnorutskiy | Alexander Krasnorutskiy | 6           | 6           |  |  |                |                         | 5                       | Robin Vik     | 2             | 6 | 1 |              |              |              |              |              |  |
|  | Pavel Lobanov           | Pavel Lobanov           | Pavel Lobanov           | 4           | 2           |  |  |                | Alexander Krasnorutskiy | Alexander Krasnorutskiy | 4             | 6(1)          |   |   |              |              |              |              |              |  |
|  | 5                       | Robin Vik               | Robin Vik               | 6           | 6           |  |  | 5              | Robin Vik               | Robin Vik               | 6             | 7             |   |   |              |              |              |              |              |  |
|  |                         | Aleksandr Pavljučenkov  | Aleksandr Pavljučenkov  | 0           | 3           |  |  |                |                         |                         |               |               |   |   |              |              |              |              |              |  |

### Sezione 2
|  | Primo turno     | Primo turno       | Primo turno      | Primo turno | Primo turno |  |  | Secondo turno     | Secondo turno     | Secondo turno   | Secondo turno   | Secondo turno   |   |   | Ultimo turno | Ultimo turno | Ultimo turno | Ultimo turno | Ultimo turno |  |
|  |                 |                   |                  |             |             |  |  |                   |                   |                 |                 |                 |   |   |              |              |              |              |              |  |
|  | 2               | Tomáš Zíb         | Tomáš Zíb        | 6           | 6           |  |  |                   |                   |                 |                 |                 |   |   |              |              |              |              |              |  |
|  |                 | Sergei Demekhine  | Sergei Demekhine | 3           | 4           |  |  | 2                 | Tomáš Zíb         | Tomáš Zíb       | 7               | 6               |   |   |              |              |              |              |              |  |
|  | Vadim Davletšin | Vadim Davletšin   | 2                | 7           | 6           |  |  |                   | Vadim Davletšin   | Vadim Davletšin | 5               | 2               |   |   |              |              |              |              |              |  |
|  | Nikolay Mishin  | Nikolay Mishin    | 6                | 65          | 1           |  |  |                   |                   |                 |                 |                 |   |   | 2            | Tomáš Zíb    | Tomáš Zíb    | 6            | 6            |  |
|  | Andrej Čerkasov | Andrej Čerkasov   | Andrej Čerkasov  | 6           | 6           |  |  |                   |                   |                 | Andrej Čerkasov | Andrej Čerkasov | 2 | 4 |              |              |              |              |              |  |
|  | Aleksej Ageev   | Aleksej Ageev     | Aleksej Ageev    | 0           | 1           |  |  | Andrej Čerkasov   | Andrej Čerkasov   | 6               | 4               | 6               |   |   |              |              |              |              |              |  |
|  |                 | Aleksandr Sikanov | 6                | 4           | 7           |  |  | Aleksandr Sikanov | Aleksandr Sikanov | 2               | 6               | 4               |   |   |              |              |              |              |              |  |
|  | 7               | Dmitrij Sitak     | 2                | 6           | 64          |  |  |                   |                   |                 |                 |                 |   |   |              |              |              |              |              |  |

### Sezione 3
|  | Primo turno      | Primo turno             | Primo turno             | Primo turno | Primo turno |  |  | Secondo turno | Secondo turno | Secondo turno | Secondo turno | Secondo turno |   |   | Ultimo turno | Ultimo turno  | Ultimo turno | Ultimo turno | Ultimo turno |  |
|  |                  |                         |                         |             |             |  |  |               |               |               |               |               |   |   |              |               |              |              |              |  |
|  | 3                | Tuomas Ketola           | 6                       | 5           | 6           |  |  |               |               |               |               |               |   |   |              |               |              |              |              |  |
|  |                  | Sergej Pozdnev          | 1                       | 7           | 2           |  |  | 3             | Tuomas Ketola | Tuomas Ketola | 6             | 6             |   |   |              |               |              |              |              |  |
|  | Artem Sitak      | Artem Sitak             | Artem Sitak             | 6           | 7           |  |  |               | Artem Sitak   | Artem Sitak   | 1             | 2             |   |   |              |               |              |              |              |  |
|  | Mikhail Lifshits | Mikhail Lifshits        | Mikhail Lifshits        | 3           | 5           |  |  |               |               |               |               |               |   |   | 3            | Tuomas Ketola | 4            | 6            | 6            |  |
|  | Michail Elgin    | Michail Elgin           | Michail Elgin           | 6           | 6           |  |  |               |               |               | Michail Elgin | 6             | 3 | 4 |              |               |              |              |              |  |
|  | Armen Gomktsian  | Armen Gomktsian         | Armen Gomktsian         | 2           | 2           |  |  |               | Michail Elgin | Michail Elgin | 7             | 6             |   |   |              |               |              |              |              |  |
|  | 8                | Pavel Ivanov            | Pavel Ivanov            | 7           | 7           |  |  | 8             | Pavel Ivanov  | Pavel Ivanov  | 5             | 4             |   |   |              |               |              |              |              |  |
|  |                  | Kirill Ivanov-Smolensky | Kirill Ivanov-Smolensky | 5           | 5           |  |  |               |               |               |               |               |   |   |              |               |              |              |              |  |

### Sezione 4
|  | Primo turno        | Primo turno        | Primo turno        | Primo turno | Primo turno |  |  | Secondo turno | Secondo turno      | Secondo turno      | Secondo turno   | Secondo turno |   |   | Ultimo turno | Ultimo turno   | Ultimo turno | Ultimo turno | Ultimo turno |  |
|  |                    |                    |                    |             |             |  |  |               |                    |                    |                 |               |   |   |              |                |              |              |              |  |
|  | 4                  | David Prinosil     | David Prinosil     | 6           | 6           |  |  |               |                    |                    |                 |               |   |   |              |                |              |              |              |  |
|  |                    | Aleksej Sergeev    | Aleksej Sergeev    | 1           | 2           |  |  | 4             | David Prinosil     | David Prinosil     | 6               | 6             |   |   |              |                |              |              |              |  |
|  | Vladimir Mel'nikov | Vladimir Mel'nikov | 6                  | 1           | 6           |  |  |               | Vladimir Mel'nikov | Vladimir Mel'nikov | 1               | 3             |   |   |              |                |              |              |              |  |
|  | Sergej Krotjuk     | Sergej Krotjuk     | 3                  | 6           | 2           |  |  |               |                    |                    |                 |               |   |   | 4            | David Prinosil | 2            | 6            | 7            |  |
|  | Alexander Markin   | Alexander Markin   | Alexander Markin   | 6           | 6           |  |  |               |                    | 6                  | Christian Vinck | 6             | 2 | 5 |              |                |              |              |              |  |
|  | Mikhail Ledovskikh | Mikhail Ledovskikh | Mikhail Ledovskikh | 3           | 2           |  |  |               | Alexander Markin   | Alexander Markin   | 4               | 3             |   |   |              |                |              |              |              |  |
|  | 6                  | Christian Vinck    | Christian Vinck    | 6           | 6           |  |  | 6             | Christian Vinck    | Christian Vinck    | 6               | 6             |   |   |              |                |              |              |              |  |
|  |                    | Konstantin Kravčuk | Konstantin Kravčuk | 4           | 1           |  |  |               |                    |                    |                 |               |   |   |              |                |              |              |              |  |